# Schweitenkirchen
Schweitenkirchen is een plaats in de Duitse deelstaat Beieren, en maakt deel uit van het Landkreis Pfaffenhofen an der Ilm.
Schweitenkirchen telt 5.385 inwoners.
Baar-Ebenhausen · Ernsgaden · Geisenfeld · Gerolsbach · Hettenshausen · Hohenwart · Ilmmünster · Jetzendorf · Manching · Münchsmünster · Pfaffenhofen a.d.Ilm · Pörnbach · Reichertshausen · Reichertshofen · Rohrbach a.d. Ilm · Scheyern · Schweitenkirchen · Vohburg a.d.Donau · Wolnzach